# MTV Heide
Der MTV Heide ist ein Sportverein aus Heide im Kreis Dithmarschen, deren erste Handballmannschaft der Frauen in der Saison 2021/22 in der 2. Bundesliga antrat. Die erste Fußballmannschaft der Männer spielte acht Jahre in der höchsten Amateurliga Schleswig-Holsteins, die erste Volleyballmannschaft der Frauen spielte zwei Jahre in der Regionalliga Nord.

## Geschichte
Der Verein wurde am 22. Mai 1860 gegründet. Im Jahre 1905 spaltete sich der Heider FC als reiner Fußballverein ab. Im Jahre 1914 fusionierte dieser mit dem FC Holstein Heide zur Heider SpVgg, die sich ab 1919 VfL 05 Heide nannte. Von diesem Verein spalteten sich verärgerte Mitglieder im Jahre 1925 als Heider SV ab. Der Restverein fusionierte mit dem MTV Heide zum VfL 1860 Heide, der sich nach dem Zweiten Weltkrieg MTV Heide nennt.

### Fußball
Sportlich konnte der Verein erstmals in den 1920er Jahren auf sich aufmerksam machen, als der VfL 05 zwei Jahre in der Bezirksliga Schleswig-Holstein spielte. Im Jahre 1953 gehörte der MTV zu den Gründungsmitgliedern der Bezirksklasse West und wurde sieben Jahre später erstmals Meister. Im Entscheidungsspiel gegen den VfB Kiel wurde der Aufstieg verpasst. Von 1963 bis 1966 wurde der MTV viermal in Folge Meister der mittlerweile 2. Amateurliga West genannten Spielklasse. Doch erst 1966 schaffte die Mannschaft den Aufstieg in die Amateurliga Schleswig-Holstein. Im schleswig-holsteinischen Oberhaus kamen die Heider nur selten über den Abstiegskampf hinaus und mussten 1974 absteigen.
Zwei Jahre später rutschte der MTV in die Bezirksliga ab und musste 1981 den Gang in die Bezirksklasse antreten. Nach dem direkten Wiederaufstieg brachen erst Ende der 1980er Jahre bessere Zeiten an. Nach den Vizemeisterschaften 1990 und 1992 gelang im Jahre 1995 der Aufstieg in die Landesliga Süd. Als Tabellenletzter ging es wieder zurück in die Bezirksliga; aus stieg der MTV 2000 mit lediglich zwei Punkten ab. Danach spielten die MTV-Fußballer nur noch auf Kreisebene und stellten zuletzt in der Saison 2007/08 eine Mannschaft in der Kreisklasse B. Die Mannschaft löste sich auf nach der Saison und es fand kein Spielbetrieb mehr statt.
Ab der Saison 2017/18 gab es wieder eine Herrenmannschaft des MTV geben, welche in der untersten Liga Dithmarschen, der Kreisklasse C startete. In der Saison 2022/23 gelang der Aufstieg in die Kreisklasse B, West 1.

### Handball
Die Handballerinnen des MTV Heide spielten in der Saison 2003/04 in der Regionalliga Nordost. Als Vorletzte mussten sie direkt wieder absteigen. In der Saison 2018/19 gewann die Mannschaft die Meisterschaft in der Oberliga Hamburg – Schleswig-Holstein und stieg in die 3. Liga auf, zwei Jahre später beendeten die MTV-Handballerinnen die Aufstiegsrunde zur 2. Handball-Bundesliga auf dem zweiten Platz und schafften damit den Durchmarsch in die Zweitklassigkeit. Nach nur einer Saison trat die Damenmannschaft den Gang in die Drittklassigkeit an. 2023 stieg Heide in die Oberliga ab. Die erste Mannschaft der Männer tritt in der Kreisliga an.

### Volleyball
Seit den 1970er Jahren spielen die Volleyballer des MTV Heide mit mehreren Mannschaften im Frauen-, Männer- und Jugendbereich in verschiedenen Ligen Schleswig-Holsteins. In der Saison 1995/96 und in der Saison 2000/01 spielte die 1. Frauenmannschaft in der Regionalliga Nord.